# REC8
REC8‏ (REC8 meiotic recombination protein) هوَ بروتين يُشَفر بواسطة جين REC8 في الإنسان.